# Арнор Ханнибалссон
Арнор Ханнибалссон (24 марта 1934 — 28 декабря 2012) — исландский философ, историк, переводчик и профессор философии в Исландском университете.

## Биография
Арнор родился в семье Ханнибала Валдимарссона (бывшего министра и главы исландских профсоюзов) и Сольвейг Олафсдоттир. В 1959 году он окончил магистратуру философского факультета в Московском государственном университете, а затем продолжил учиться в аспирантуре в Польше в университетах Кракова и Варшавы. В 1973 году он получил степень доктора философии в Эдинбургском университете, Шотландия.
В 1976 году он начал работать преподавателем философии в Исландском университете, в 1983 году стал доцентом, а в 1989 году — профессором. Он ушёл на пенсию в 2004 году.
Он в основном занимался эстетикой, философией, историей, эпистемологией и естественными науками. В 1975 году он перевёл с польского языка работу Романа Ингардена «О мотивах, которые привели Гуссерля к трансцендентальному идеализму». Он также публиковал в журналах статьи, например «Исландская историческая наука в послевоенный период, 1944—1957».
Хотя его отец был одним из ведущих левых политиков страны, Арнор имел стойкие антикоммунистические взгляды и был «крайне критичен к исландским социалистам», что высказал в своей книге 1999—2000 годов «Московская линия: Коммунистическая партия Исландии и Коминтерн, Халлдор Лакснесс и Советский Союз».
Арнор был женат на Нине Сонни Свейнсдоттир (род. 1935), учительнице средней школы. У них было пятеро детей: Ари, Кьяртан, Аудунн, Ворон и Тора (впоследствии стала журналисткой). Пара развелась в 1995 году.
Арнор Ханнибалссон умер 28 декабря 2012 года.

## Труды
- Moskvulínan: Kommúnistaflokkur Íslands og Komintern, Halldór Laxness og Sovétríkin (1999)
- Söguspeki (1987)
- Fagurfræði (1987)
- Um rætur þekkingar (1985)
- Heimspeki félagsvísinda (1985)
- Siðfræði vísinda (1979)
- Rökfræðileg aðferðafræði (1978)